# Раротонга (аэропорт)

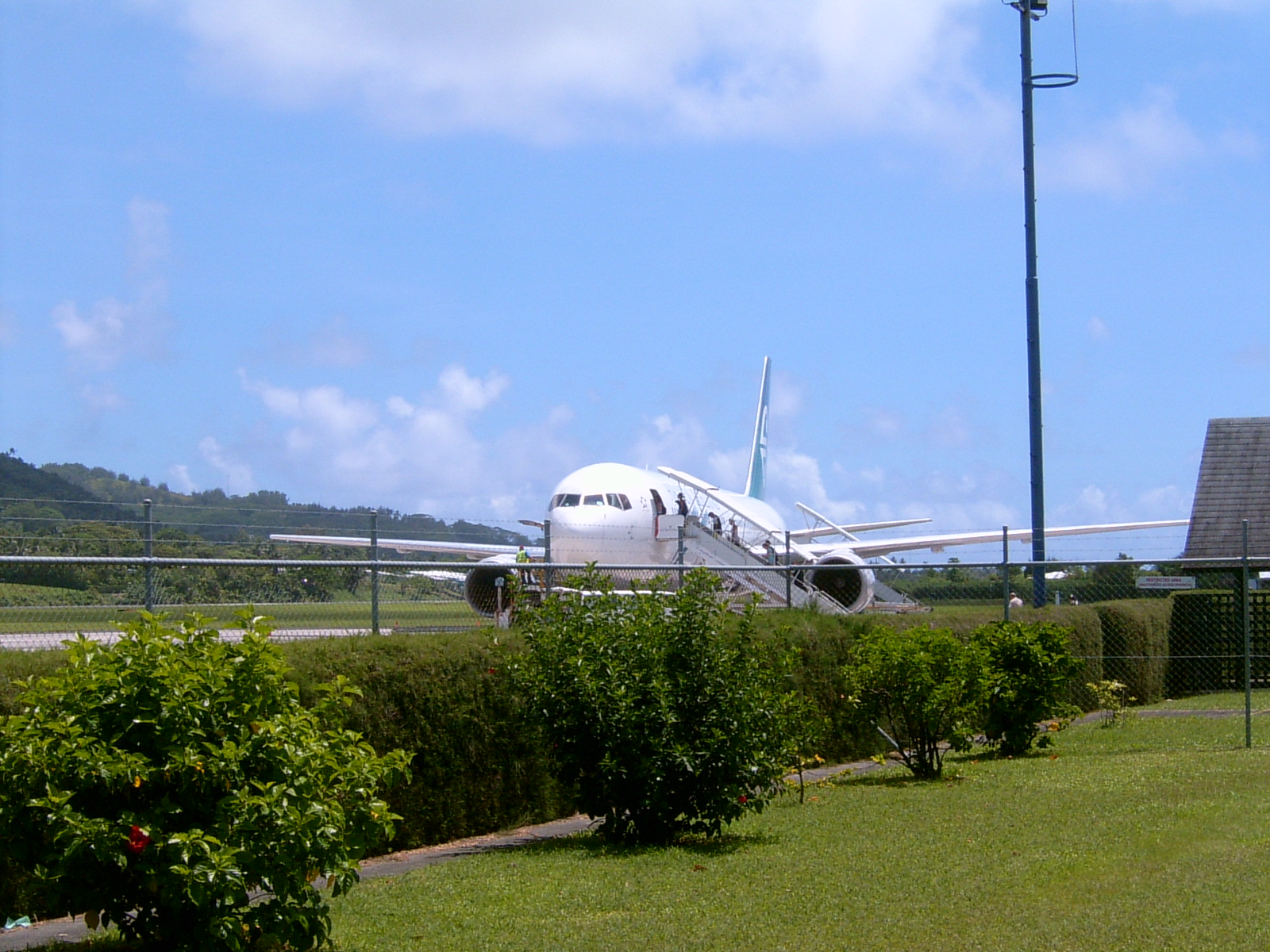
Boeing 767 авиакомпании Air New Zealand в Международном аэропорту Раротонга

Международный аэропорт Раротонга — аэропорт на Островах Кука. Является портом приписки компании «Эйр Раротонга».

## Авиарейсы и места назначения
- Air New Zealand (Окленд, Крайстчерч, Лос-Анджелес, Сидней)
- Эйр Раротонга (Аитутаки, Атиу, Манихики, Мауке, Мангаиа, Митиаро, Папеэте)
- Эйр Таити (Папеэте)
- Пасифик Блю Эйрлайнз (Окленд)